# 澳門葡文學校

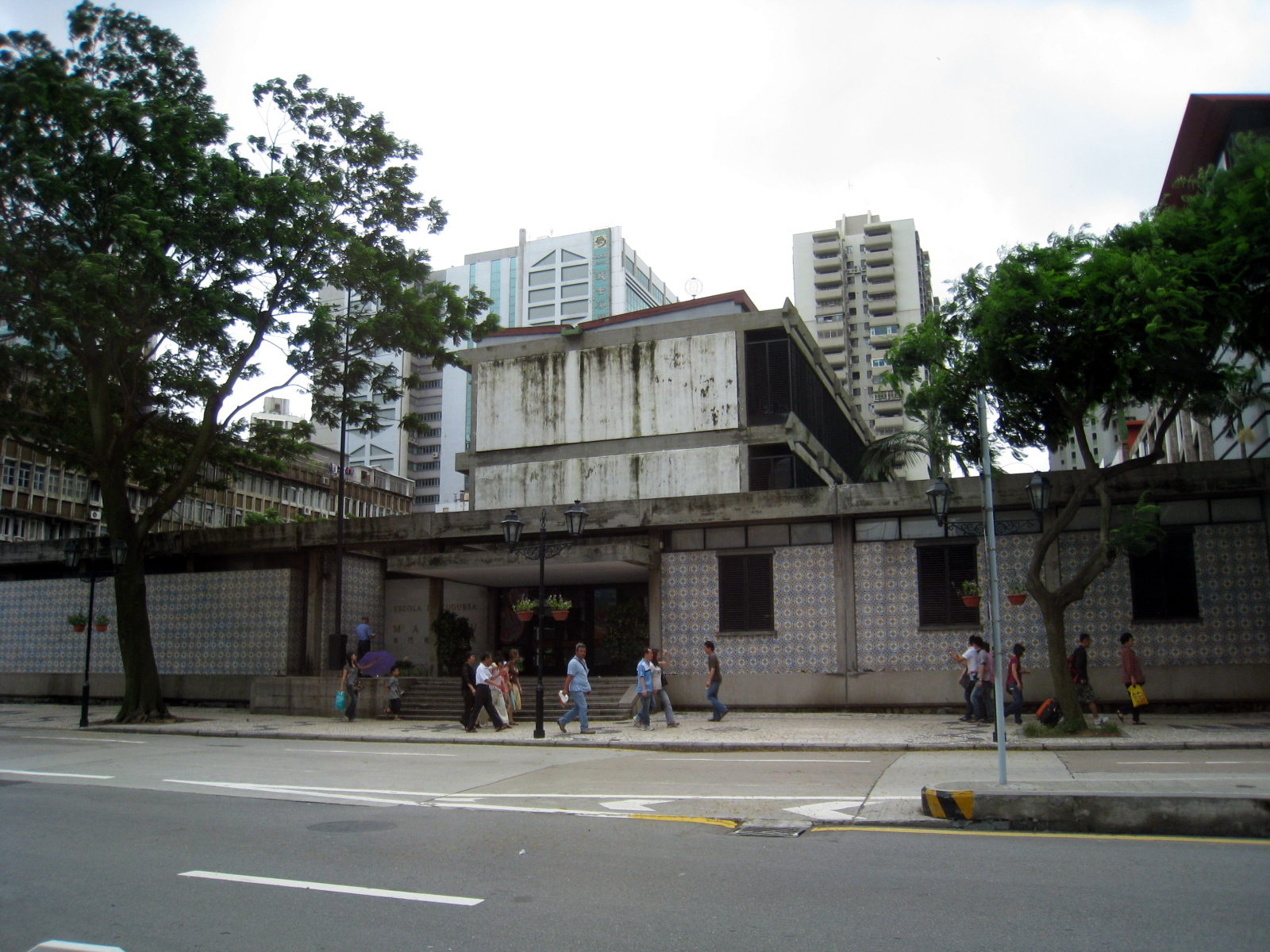
澳門葡文學校

澳門葡文學校（葡萄牙語：Escola Portuguesa de Macau）是澳門現時僅存的一所以葡萄牙國家教育制度及葡萄牙語為教學語言的全日制普通學校。

## 簡史

### 澳門商業學校
基於澳門的教育及至19世紀中主要是由天主教澳門教區發展，國民教育學院（葡萄牙語：Escola Principal de Instrução Pública）及土生葡人新學院（Nova Escola Macaense）分別由土生葡人馬地生（James Matheson）及米洛子爵（António Alexandrino de Melo）創立，但後來因收生不足而停辦。
由於葡萄牙在1870年重整全國的宗教教育，葡萄牙政府在里斯本頒佈限制令，並驅逐在澳門教學機構所有任教的教師及神職人員。這個限制性法令導致居澳葡萄牙公民去信里斯本，但也阻止不了這個法令在澳門實施。翌年9月17日，19名居澳葡萄牙公民聚集一些有財勢及影響力的人士於艾明多斯（Maximiano António dos Remédios）家裡商討；相討後以書面契約形式成立澳門土生教育協進會（Associação Promotora da Instrução dos Macaenses，簡稱APIM）。經過16年的努力以及土生葡人施比祿（Pedro Nolasco da Silva）貢獻，通過以施比祿建議命名，命為伯多祿商業學校，並於1887年1月8日辦學。

### 利宵中學
另一所以葡萄牙語為主的教學機構澳門國立利宵中學（國立殷皇子紀念中學前身，簡稱利宵中學）於1893年7月27日被葡萄牙政府通過設立，1894年創辦，位於荷蘭園大馬路（今澳門文化局現址）；而利宵中學新校舍（在澳門商業學校校址擴建出來）在1958年落成啟用。1986年，利宵中學位於新口岸高美士街的校舍落成，該校學生全部遷往新校舍上學；而利宵中學舊校舍全部歸於澳門商業學校。

### 合併建校
葡萄牙教育部以及澳葡政府有鑑於澳門於1999年年底政權被移交至中華人民共和國以及收生不足，葡萄牙教育部聯同澳門土生葡人教育促進協會（又名振興學會）以及東方基金會在1997年組成「澳門葡文學校基金會」，為準備合併一所新的學校作準備。
經過多月商討，澳門葡文學校基金會宣布把三所以葡萄牙語為主要教學語言的全日制學校：澳門商業學校、利宵中學以及天主教慈幼會葡萄牙會省辦學的鮑思高中學合併為一所新的學校——澳門葡文學校，學校設址於殷皇子大馬路，建築於1960年代由葡萄牙建築師Raúl Chorão Ramalho設計。1998年4月18日，葡萄牙總理古德禮、葡萄牙教育部部長基尼路以及澳門總督韋奇立為該校主持奠基禮。學校於1998年7月正式合併；同年9月，位於高美士街的前澳門國立利宵中學校址全部歸於澳門理工學院，以作為該學院校舍。
新合併而成的澳門葡文學校繼續由澳門葡文學校基金會管理，課程按照葡萄牙國家教育制度而制定，設有12個級別，也相對於澳門教育的學制。就讀澳門葡文學校學生可以在10年級按照自己意願，選擇理組、商組、人文社會科學組、視覺藝術組以及職業技能組。另一方面，澳門葡文學校也設有中文課程，使學生能夠適應和融入澳門以廣東話為主的社會生活。
2007年2月初，葡萄牙共和國總理蘇格拉底訪澳，其間到澳門葡文學校視察；2008年1月31日，學校在校內樹立一座殷皇子的銅像。

## 校舍遷移重建計劃
2002年，澳門博彩提出收購澳門葡文學校地段以作為擴充旗下物業新葡京之用，以及校舍地方細小等原因不利學生學習及學校的發展，因此校方有計劃把校舍另遷別處。
澳門博彩為澳門葡文學校首個建議地段位於氹仔濠景花園及濠庭都會的氹仔中央公園空置官地之上，但由於該選址地段涉及氹仔居民權益而被反對。至2006年2月21日，《新華澳報》引述澳門葡文報章《句號報》消息，澳門政府已通知葡萄牙教育部：「澳門葡文學校不會遷往該地段。」又表示「澳門特區政府願意完全協助澳門葡文學校另覓新址興建校舍，並盡力在最短時間內解決此問題，而葡萄牙教育部相信此問題可在短期內解決。」另一方面，葡萄牙報章及《句號報》形容事件是「居民贏了」。
同年年中，澳博提出第二個建議地段是位於媽閣廟對開，即澳門航海學校傍邊停車場位置，加上部分填海地段，總面積約4000平方米。但有團體指出若在此地段興建校舍會影響作為世界文化遺產媽閣廟景觀問題，事件又引起立法會議員高天賜及附近居民以及校方反對，構想因而也被擱置。
2014年2月18日，《句號報》引述澳門電台葡文頻道消息，葡萄牙政府想葡萄牙學校留在當前位置；而當時澳門葡文學校新選址仍物色當中。據《句號報》消息，原愛都酒店地段是可能的選址之一，2020年9月10日，文化局宣佈酒店原址將改建成澳門新中央圖書館並預計於2024年之後落成。

## 著名校友
- 古卓文（Germano Bibi Guilhereme）——藝人

## 外部連結
- 官方网站
- 澳門葡文學校的Facebook專頁
- YouTube上的澳門葡文學校頻道
- 第49/99/M號法令─撤銷澳門利宵中學